# Simon Kremser
Simon Kremser (* 15. September 1775 in Zülz; † 1. März 1851 in Breslau), Fuhrunternehmer und preußischer Hofrat, gilt als der Erfinder des Öffentlichen Personennahverkehrs (ÖPNV) in Berlin.

## Leben
Kremser war Sohn eines jüdischen Kaufmanns. Während der Kriege gegen die napoleonische Fremdherrschaft stand er als Königlich preußischer Kriegscommissarius unter dem Kommando des Generals Blücher in der Schlesischen Armee. In dieser Funktion betreute er die Kriegskasse und rettete diese mehrfach während des Kriegsverlaufs, wofür er mit dem Eisernen Kreuz ausgezeichnet wurde. Zum Ende der Befreiungskriege organisierte er den Rücktransport der Quadriga des Brandenburger Tores von Paris nach Berlin. Wegen dieser Taten hatte er den Status eines patriotischen Helden, was ihm die Gunst des preußischen Königshauses sicherte. Zunächst erwarb er in Schlesien die Herrschaft Lossen mit Gütern in Linden, Jägerndorf und Löwen. Mit der Bewirtschaftung der Güter hatte er jedoch wenig Erfolg. Er musste sie nach einigen Jahren verkaufen und zog schließlich nach Berlin.

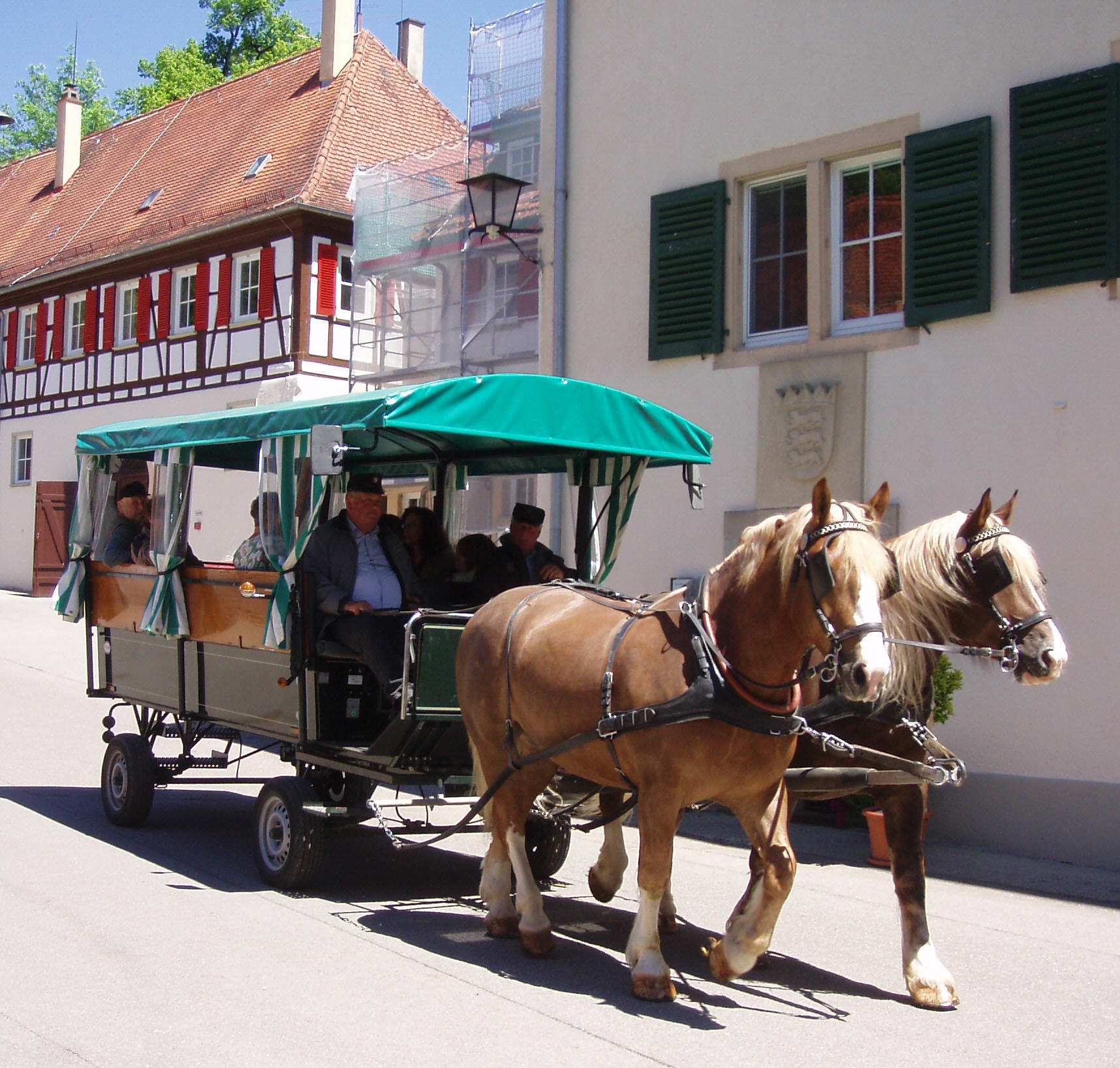
Ein Kremser in Marbach

### Begründer des Omnibusverkehrs in Berlin
Nachdem er Berliner Bürger geworden war, eröffnete Kremser am 20. Mai 1825 eine Pferdeomnibuslinie in Berlin. Zuvor hatte er von König Friedrich Wilhelm III. die Erlaubnis erhalten, Wagen zu öffentlichem Gebrauch zu stellen, die auf eisernen Achsen laufen und auf Federn ruhen. Dafür entwickelte er die damals üblichen ungefederten Torwagen zu überdachten Pferdeomnibussen weiter, welche zehn bis zwanzig Personen transportieren konnten. Diese fuhren anfangs vom Brandenburger Tor nach Charlottenburg, später auch vom Halleschen Tor auf festen Linien und zu festen Zeiten in die umliegenden Gebiete. Im Jahr 1835 eröffnete das Unternehmen die Linie Schönhauser Tor nach Pankow, die den Ausflugsverkehr ermöglichte, welcher im berühmten Lied „Bolle reiste jüngst zu Pfingsten“ beschrieben wird.
In den ersten Jahren noch in unregelmäßigen Zeitabständen, später nach festen Zeittakten waren so auch für die Bürger und Arbeiter von Berlin längere Ausflüge möglich. „Mit dem Kremser int Jrüne“ wurde für die Berliner zum festen Begriff. Diese ergänzten das Angebot der Mietkutschen, welche bis dahin aber nur kleineren Bevölkerungsgruppen zur Verfügung standen. Das Personal war teilweise uniformiert, und feste Fahrpreise wurden gezahlt – Standards, die ebenso wie der Betrieb nach Fahrplan bis dahin unbekannt waren. Sein Name etablierte sich schnell als Bezeichnung für die verwendete Bauform von Kutschen.
Kremser musste sein Unternehmen jedoch bereits 1827 aus wirtschaftlichen Gründen verkaufen. Er wanderte nach Russland aus, wo er in der Transportbranche blieb. 1849 ließ er sich schließlich in Breslau nieder; er starb bereits zwei Jahre später.

### Fehlende Würdigung
Während der Kremser gern bei den Ausflügen zum Vatertag genutzt wird, erinnert heute in Berlin weder Denkmal noch Straßenbezeichnung oder sonstige Ehrung an den ehemaligen jüdischen Bürger der Stadt. Sein Grab befand sich auf dem Israelitischen Friedhof in Breslau.

## Familie
Kremser war zweimal verheiratet. Über seine erste Ehefrau ist nichts bekannt. Nach 1806 heiratete er Amalie geb. Bloch, die Witwe des Dresdner Hoffaktors Wolf Benjamin Eibeschütz, und hatte mit ihr zwei Töchter.